# Toán học thuần túy
Nói chung, toán học thuần túy là toán học nghiên cứu các khái niệm hoàn toàn trừu tượng. Đây là một loại hoạt động toán học có thể nhận biết được từ thế kỷ 19 trở đi, trái ngược với xu hướng đáp ứng nhu cầu định vị, thiên văn học, vật lý, kinh tế, kỹ thuật,...
Quan điểm khác là toán học thuần túy không phải là toán học ứng dụng: có thể nghiên cứu các thực thể trừu tượng về bản chất nội tại của chúng và không quan tâm đến cách thức chúng thể hiện trong thế giới thực. Mặc dù các quan điểm thuần túy và áp dụng là các vị trí triết học riêng biệt, trong thực tế có nhiều sự trùng lặp trong hoạt động của các nhà toán học thuần túy và ứng dụng.
Để phát triển các mô hình chính xác để mô tả thế giới thực, nhiều nhà toán học áp dụng các công cụ và kỹ thuật thường được coi là toán học "thuần túy". Mặt khác, nhiều nhà toán học thuần túy rút ra những hiện tượng tự nhiên và xã hội như là nguồn cảm hứng cho nghiên cứu trừu tượng của họ.

## Lịch sử

### Hy Lạp cổ đại
Các nhà toán học Hy Lạp cổ đại là những người sớm nhất phân biệt giữa toán học thuần túy và toán học ứng dụng. Plato đã giúp tạo khoảng cách giữa "số học", bây giờ gọi là lý thuyết số, và "hậu cần", bây giờ được gọi là số học. Plato coi logic (số học) là thích hợp cho các doanh nhân và chiến sĩ chiến tranh, những người "phải học nghệ thuật của con số hoặc họ sẽ không biết làm thế nào để sắp xếp quân đội" và số học (lý thuyết số) phù hợp với các triết gia "chúng đã phát sinh ra khỏi biển thay đổi và giữ chân thực thể". Euclid của Alexandria, khi được hỏi bởi một trong những sinh viên của ông về việc sử dụng hình học như thế nào, đã yêu cầu nô lệ của mình để cung cấp cho các học sinh của ông ba xu, "vì ông ta phải đạt được những gì mình học được". Nhà toán học người Hy Lạp Apollonius xứ Perga được hỏi về tính hữu ích của một số định lý của ông trong Sách IV của bộ sách Hình học và ông tự hào khẳng định:
Chúng xứng đáng được chấp nhận vì lợi ích mà chúng tự biểu đạt, trong cùng một cách như chúng tôi chấp nhận nhiều điều khác trong toán học cho lý do và không có lý do khác.
Và vì nhiều kết quả của ông không phù hợp với khoa học hoặc kỹ thuật của thời đại của ông, Apollonius tiếp tục biện luận trong lời mở đầu của cuốn sách Hình nón thứ năm rằng chủ đề này là một trong những điều mà "... có vẻ xứng đáng nghiên cứu vì lợi ích mà chúng tạo ra. "

### Thế kỷ 19
Thuật ngữ này được ghi nhận trong tiêu đề đầy đủ của Chủ tịch Sadleirian của Toán học thuần túy, được thành lập (như là một chức giáo sư) vào giữa thế kỷ XIX. Ý tưởng về một kỷ luật riêng biệt của toán học thuần túy có thể đã nổi lên vào thời điểm đó. Thế hệ của Carl Friedrich Gauss không có sự phân biệt rộng rãi, giữa thuần túy và áp dụng. Trong những năm tiếp theo, chuyên môn hóa và chuyên nghiệp hóa (đặc biệt trong phương pháp Weierstrass để phân tích toán học) bắt đầu làm cho một ranh giới rõ ràng hơn.

### Thế kỷ 20
Những nhà toán học vào thế kỷ XX đã dùng phương pháp tiên đề, bị ảnh hưởng mạnh mẽ bởi ví dụ của David Hilbert. Các công thức hợp lý của toán học thuần túy được gợi ý bởi Bertrand Russell dưới dạng một cấu trúc định lượng của các mệnh đề xem chừng hợp lý hơn, cũng như phần lớn của toán học được tiên đề hóa và do đó phải tuân theo các tiêu chuẩn đơn giản của chứng minh nghiêm ngặt.
Trong thực tế trong một thiết lập tiên đề chặt chẽ không có gì thêm cho ý tưởng về bằng chứng. Toán học thuần túy, theo quan điểm có thể được cho là của nhóm Bourbaki, là điều được chứng minh. Nhà toán học thuần túy đã trở thành một nghề nghiệp được công nhận, có thể đạt được thông qua đào tạo.
Trường hợp đã được thực hiện rằng toán học thuần túy là hữu ích trong giáo dục kỹ thuật:
Có một sự huấn luyện về thói quen tư duy, quan điểm và sự hiểu biết trí tuệ về các vấn đề kỹ thuật thông thường mà chỉ có nghiên cứu về toán học cao cấp mới có thể đưa ra.

## Nguyên tắc chung và cái trừu tượng

Mô hình tượng trưng cho nghịch lý Banach–Tarski: Liệu một quả bóng có thể phân mảnh thành hữu hạn điểm, và hữu hạn điểm này hợp lại thành thành 2 quả bóng cùng kích thước với quả ban đầu?

Một khái niệm trung tâm trong toán học thuần túy là ý tưởng chung chung; toán học thuần túy thường biểu hiện xu hướng tăng tổng quát. Sử dụng và lợi thế của tính tổng quát bao gồm:
- Phổ quát hóa các định lý hoặc các cấu trúc toán học có thể dẫn đến sự hiểu biết sâu hơn về các định lý ban đầu hoặc các cấu trúc
- Sự phổ quát có thể đơn giản hóa việc trình bày tài liệu, kết quả là các bằng chứng hoặc đối số ngắn hơn dễ thực hiện hơn.
- Người ta có thể sử dụng tính tổng quát để tránh trùng lặp trường hợp, chứng minh một kết quả tổng quát thay vì phải chứng minh các trường hợp riêng biệt độc lập hoặc sử dụng các kết quả từ các lĩnh vực khác của toán học.
- Tính tổng quát có thể tạo điều kiện kết nối giữa các ngành khác nhau của toán học. Lý thuyết phạm trù là một lĩnh vực của toán học dành riêng cho việc khai thác tính phổ biến của cấu trúc khi nó phát triển ở một số lĩnh vực toán học.

Ảnh hưởng chung của trực giác là phụ thuộc vào chủ đề và một vấn đề sở thích cá nhân hoặc phong cách nghiên cứu. Thường thì khái quát được xem như là một trở ngại cho trực giác, mặc dù nó chắc chắn có thể hoạt động như một sự trợ giúp cho nó, đặc biệt là khi nó cung cấp sự tương đồng với vật chất mà một người đã có trực giác tốt.
Là một ví dụ điển hình về tính tổng quát, chương trình Erlangen liên quan đến việc mở rộng hình học để chứa hình học phi Euclid cũng như lĩnh vực topo học và các hình thức hình học khác bằng cách xem hình học như nghiên cứu không gian cùng với một nhóm biến đổi. Nghiên cứu về các con số, gọi là đại số ở trình độ bắt đầu chưa tốt nghiệp đại học, mở rộng đến đại số trừu tượng ở cấp cao hơn; và nghiên cứu về các chức năng, gọi là tính toán ở cấp độ sinh viên năm nhất đại học sẽ trở thành phân tích toán học và phân tích chức năng ở mức độ cao hơn. Mỗi chi nhánh của toán học trừu tượng hơn có nhiều chuyên ngành phụ, và có rất nhiều kết nối giữa toán học thuần túy và các môn toán học ứng dụng. Sự gia tăng dốc đứng đã được nhìn thấy vào giữa thế kỷ 20.
Tuy nhiên, trên thực tế, sự phát triển này đã dẫn tới sự khác biệt rõ nét từ vật lý, đặc biệt là từ năm 1950 đến năm 1983. Sau đó, điều này đã bị chỉ trích, ví dụ bởi Vladimir Arnold, David Hilbert thì chỉ trích quá nhiều, Henri Poincaré cũng chỉ trích nhưng không đủ nhiêu. Vấn đề vẫn chưa được giải quyết, trong khi lý thuyết dây kéo một chiều đi theo hướng phát triển thẳng thì toán học rời rạc phát triển kiểu chứng minh là trung tâm.

## Chủ nghĩa trừu tượng
Các nhà toán học luôn có những ý kiến khác nhau về sự phân biệt giữa toán học thuần túy và ứng dụng. Một trong những ví dụ hiện đại nổi tiếng nhất (nhưng có lẽ bị hiểu nhầm) của cuộc tranh luận này có thể tìm thấy ở Godfrey Harold Hardy với Lời xin lỗi của một nhà toán học
Nhiều người tin rằng Hardy coi toán học ứng dụng là xấu và ngu si đần độn. Mặc dù Hardy thích toán học thuần túy, mà ông thường so sánh với hội họa và thơ ca, Hardy nhìn thấy sự khác biệt giữa toán học thuần túy và ứng dụng, đơn giản là toán học ứng dụng đã tìm cách thể hiện sự thật vật lý trong một khuôn khổ toán học, trong khi toán học thuần túy độc lập với thế giới vật chất. Hardy đã tạo ra một sự khác biệt riêng biệt trong toán học giữa cái mà ông gọi là toán học "thực", "có giá trị thẩm mỹ vĩnh viễn", và "phần mờ và các phần cơ bản của toán học" có sử dụng thực tiễn.
Hardy đã xem xét một số nhà vật lí, như Albert Einstein, và Paul Dirac, là một trong số những nhà toán học "thực sự", nhưng vào lúc ông viết Lời xin lỗi của một nhà toán học, ông cũng coi thuyết tương đối rộng và cơ học lượng tử là "vô ích", cho phép ông giữ ý kiến rằng chỉ có toán học "ngu si" có hữu ích. Hơn nữa, Hardy đã thừa nhận rằng - giống như việc áp dụng lý thuyết ma trận và lý thuyết nhóm vào vật lý đã bất ngờ xuất hiện - thời gian có thể xảy ra khi mà một số loại toán học "thực sự" đẹp có thể hữu ích.
Một cái nhìn sâu sắc được cung cấp bởi Magid:
Tôi luôn nghĩ rằng một mô hình tốt ở đây có thể được rút ra từ lý thuyết vành. Trong chủ đề đó, chúng ta có các nhóm nhỏ của lý thuyết vành giao hoán và lý thuyết vành không giao hoán. Một người quan sát không được thông tin có thể nghĩ rằng đây là một sự phân đôi, nhưng trên thực tế nó lại là dạng cũ: một vòng không hoạt động là một vòng không nhất thiết là giao hoán. Nếu chúng ta sử dụng các quy ước tương tự, thì chúng ta có thể tham khảo toán học ứng dụng và toán học không ứng dụng, ở đây chúng ta định nghĩa là toán học không nhất thiết phải ứng dụng...

## Các lĩnh vực trực thuộc
Giải tích toán học liên quan đến tính chất của các hàm số. Nó đề cập đến các khái niệm như tính liên tục, giới hạn, đạo hàm và tích phân, do đó cung cấp một nền tảng khắt khe cho tính toán của vi phân được giới thiệu bởi Isaac Newton và Gottfried Leibniz vào thế kỷ 17. Giải tích thực nghiên cứu các hàm của các số thực, trong khi giải tích phức mở rộng các khái niệm nói trên đến các hàm của các số phức. Giải tích là một nhánh của giải tích toán học để nghiên cứu không gian vectơ vô hạn và quan điểm hoạt động như các điểm trong những không gian này.
Đại số trừu tượng không phải là nhầm lẫn với các thao tác của công thức được bao gồm trong giáo dục trung học. Nó nghiên cứu tập hợp cùng với các phép toán hai ngôi được xác định trên chúng. Các tập hợp và các phép toán nhị phân của chúng có thể được phân loại theo các thuộc tính của chúng: ví dụ, nếu một hoạt động kết hợp trên một bộ có chứa một phần tử nhận diện và đảo ngược cho mỗi thành viên của bộ, tập hợp và hoạt động được coi là một nhóm toán học. Các cấu trúc khác bao gồm vành, trường, không gian vectơ và dàn.
Hình học là nghiên cứu về hình dạng và không gian, đặc biệt là các nhóm chuyển đổi hoạt động trên không gian. Ví dụ, hình học xạ ảnh là về nhóm các phép biến đổi xạ ảnh hoạt động trên mặt phẳng chiếu thực, trong khi đó hình học nghịch đảo liên quan đến nhóm các phép biến đổi nghịch tác động trên mặt phẳng phức tạp mở rộng.
Lý thuyết số là lý thuyết về số nguyên dương. Nó được dựa trên những ý tưởng như chia và sự đồng dạng. Định lý cơ bản của nó tuyên bố rằng mỗi số nguyên dương có một phép phân tích thành các thừa số nguyên tố duy nhất. Trong một số khía cạnh, nó là lĩnh vực dễ tiếp thu nhất trong toán học thuần túy cho công chúng: ví dụ như giả thuyết Goldbach dễ dàng được nêu ra (nhưng vẫn chưa được chứng minh hay bác bỏ). Theo cách khác nó là quy luật dễ tiếp cận nhất; ví dụ như chứng minh của Andrew Wiles rằng phương trình Fermat không có giải pháp không cần thiết đòi hỏi sự hiểu biết về các dạng thức tự nhiên, mặc dù bản chất của tự nhiên không tìm thấy một vị trí trong vật lý hay nói chung về công khai.
Topo học là một mở rộng hiện đại của hình học. Thay vì tập trung vào các kích thước của vật thể và phép đo chính xác của chúng, topo bao gồm các thuộc tính của không gian hoặc các đối tượng được giữ gìn dưới các thao tác trơn tru như uốn hoặc xoắn (nhưng không có rách hoặc cắt). Các trường con của topo học tương tác với các ngành khác của toán học thuần túy: tô pô truyền thống sử dụng các ý tưởng từ phân tích, chẳng hạn như không gian số liệu, và topo đại số dựa trên các ý tưởng từ các tổ hợp cộng thêm các phân tích.